# Baños de Cahuelmó
Los baños de Cahuelmó son fuentes termales ubicadas a 50 km al sur de Hornopirén.

## Historia
Luis Risopatrón las describe en su Diccionario Jeográfico de Chile de 1924:
Cahuelmó (Agua de) 42° 11' 72° 25'. Tiene cloruro de sodio, sulfatos de cal i de magnesia, ácido carbónico e hidrójeno sulfurado, Con unos 45 °C de temperatura i revienta en la playa N de la parte E del estero del mismo nombre, levantando una gran humareda; sus baños son benéficos, según se dice, para el tratamiento de las enfermedades de la piel, reumatismo i sífilis. 1, XXV, p. 389; 61, XXXII, p. 411; 85, p. 109; i 112, i, p. 19; vertientes de Cahuelmo en 63, p. 487; i termas Baños de Cahuelmo en 68, p. 36.